# Emmanuel (espírito)
Emmanuel é o nome dado pelo médium brasileiro Chico Xavier ao suposto espírito a que atribui a autoria de parte de suas obras psicografadas. Xavier dizia que este seria seu orientador espiritual.
A primeira menção de um espírito denominado Emmanuel na doutrina da religião espírita se encontra no Evangelho Segundo o Espiritismo de Alan Kardec, como autor de um texto denominado "O Egoísmo". O livro homônimo de Chico Xavier foi publicado em 1938.
A obra atribuída a Emmanuel é composta por dezenas de livros, muitos deles traduzidos para diversos idiomas. São romances históricos, livros de aconselhamento espiritual, obras de exegese bíblica etc., entre os quais A Caminho da Luz, Há Dois Mil Anos, Cinquenta Anos Depois, Paulo e Estêvão, Ave, Cristo!, Renúncia, Vida e Sexo e O Consolador.

## História

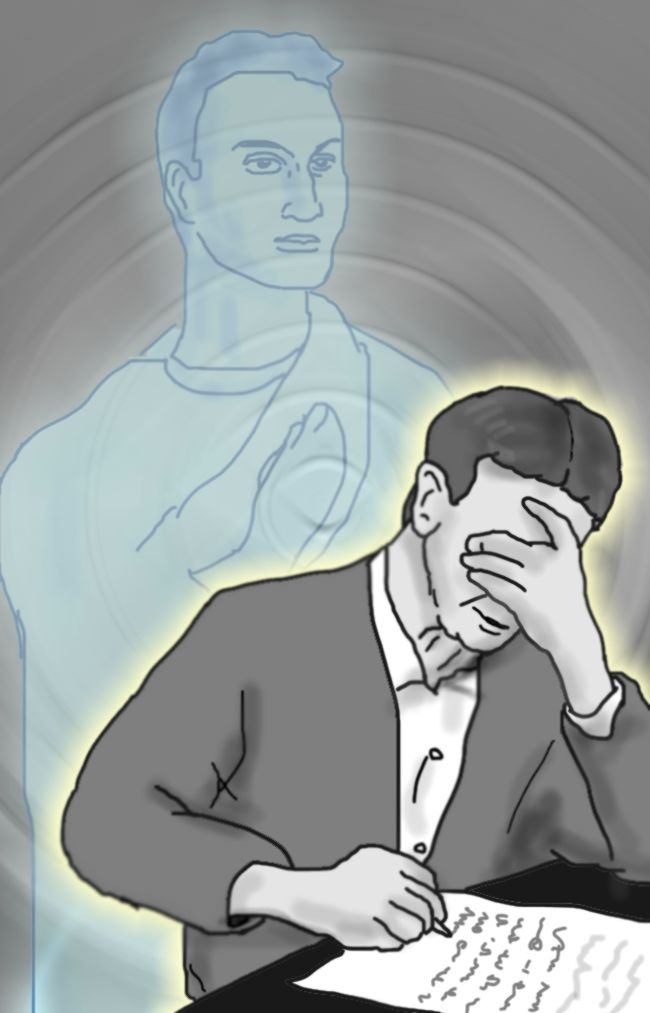
Alegoria representando o médium Chico Xavier, psicografando uma mensagem de Emmanuel.

No dia 10 de julho de 1927, na fazenda da senhora Carmem Pena Perácio (que orientou os primeiros contatos de Chico Xavier com o serviço mediúnico), enquanto rezavam, Carmem disse ter ouvido a voz de um espírito que se identificou como "Emmanuel - amigo espiritual de Chico", onde logo após o viu como "um jovem imponente, com vestes sacerdotais e aura brilhante".
Xavier dizia que o primeiro contato ocorreu em 1931, à sombra de uma árvore, à beira de uma represa, enquanto orava. Alegava ter visto uma cruz luminosa e a figura de um senhor que vestia uma túnica sacerdotal, e que teve o seguinte diálogo::
| “ | - Está mesmo disposto a trabalhar na mediunidade? - Sim, se os bons espíritos não me abandonarem. - Você não será desamparado, mas para isso é preciso que trabalhe, estude e se esforce no bem. - O senhor acha que estou em condições de aceitar o compromisso? - Perfeitamente, desde que respeite os três pontos básicos para o serviço. - Qual o primeiro ponto? - Disciplina. - E o segundo? - Disciplina. - E o terceiro? - Disciplina, é claro. Temos algo a realizar. Trinta livros para começar. | ” |

O seu nome popularizou-se no Brasil pela psicografia do médium espírita, que assim descreveu um dos primeiros contatos entre ambos, em 1931, enquanto psicografava Parnaso de Além-Túmulo, a sua primeira obra mediúnica: "Via-lhe os traços fisionômicos de homem idoso, sentindo minha alma envolvida na suavidade de sua presença, mas o que mais me impressionava era que a generosa entidade se fazia visível para mim, dentro de reflexos luminosos que tinham a forma de uma cruz."
Ao ser questionado sobre a sua identidade, o espírito teria respondido: "Descansa! Quando te sentires mais forte, pretendo colaborar igualmente na difusão da filosofia espírita. Tenho seguido sempre os teus passos e só hoje me vês, na tua existência de agora, mas os nossos espíritos se encontram unidos pelos laços mais santos da vida e o sentimento afetivo que me impele para o teu coração tem suas raízes na noite profunda dos séculos…"
Em entrevista, Chico Xavier disse certa vez: "Emmanuel tem sido para mim um verdadeiro pai na Vida Espiritual, pelo carinho com que me tolera as falhas e pela bondade com que repete as lições que devo aprender".
No seu livro "De Amor e Sabedoria de Emmanuel", Clóvis Tavares assim definiu Emmanuel:
| “                | (…) A ele, alma de escol, ao seu espírito de organizador, de autêntico chefe espiritual, devemos a beleza, a luz, a pureza ortodoxa da prodigiosa produção mediúnica do fidelíssimo Chico Xavier, em que têm cooperado centenas de obreiros espirituais (…) | ” |
| — Clóvis Tavares | |   |

### O retrato de Emmanuel
Foi feito um retrato de Emmanuel pelo pintor mineiro Delpino Filho. Segundo Chico Xavier, o artista teria sido auxiliado por um pintor desencarnado que era amigo de Emmanuel. O médium afirmou que o retrato produzido é fiel ao benfeitor, quando na personalidade do senador romano Publius Lentulus Cornelius. A pintura original fica exposta na sede do Grupo Espírita Luiz Gonzaga, em Pedro Leopoldo, numa sala de preces.

## Análise computacional
Em 2017, uma empresa brasileira usou aprendizado de máquinas e treinou modelos de linguagem para que escrevessem nos estilos de três dos principais autores aos quais Chico Xavier atribuía seus escritos: Emmanuel, André Luiz e Humberto de Campos. Ao comparar os textos sintéticos com as características medidas da escrita dos autores, foram medidas taxas de erro de de 22% para André Luiz, 5% para Emmanuel e 32% para o Humberto de Campos. Já quando foi feita a comparação cruzada dos escritos dos modelos de linguagem de cada autor com as características de autores diferentes, as taxas de erro foram significativamente maiores. Os autores afirmaram que isto mostra que cada autor possuía estilo próprio de escrita.

## Encarnações
Entre as supostas encarnações de Emmanuel alegadas por Xavier estão as seguintes, todas relacionadas na obra Deus conosco:
- A 1ª seria no século IX a.C.. Seu nome era Simas, grão-sacerdote do templo de Amon-Rá na antiga cidade egípcia de Tebas. Foi reitor da escola de Tânis e pai da futura rainha Samura-Mat (Semíramis), do império da Assíria, da Babilônia, do Sumér e do Akad. A sua história se encontra no livro "Semíramis: a rainha da Assíria, da Babilônia e do Súmer", por Camilo Rodrigues Chaves.
- a 2ª encarnação se refere ao cônsul romano Publius Lentulus Cornelius Sura, contemporâneo de Júlio César, bem como amigo de Sulla e Cícero. Condenado à morte no ano 63 a.C.;
- a 3ª se refere a Publius Lentulus Cornelius, um senador romano e bisneto do anterior Publius Lentulus Cornelius Sura. Viveu à época do Cristo, de acordo com declarações do médium mineiro. De 24 de outubro de 1938 a 9 de fevereiro de 1939, Emmanuel transmitiu ao médium as suas impressões, revelando-nos o orgulhoso patrício romano Públio Lentulus Cornelius no romance "Há dois mil anos". Públio lutou pela sua Roma, não admitindo a corrupção e demonstrando integridade de caráter. Sofreu ao mesmo tempo durante anos a suspeita de ter sido traído pela esposa a quem tanto amava, Lívia. Teve a oportunidade de se encontrar pessoalmente com Jesus, mas entre a opção de ser servo de Jesus ou servo do mundo, optou pela última. Desencarnou na cidade de Pompeia no ano 79 da nossa era vitimado pelas cinzas do Vesúvio, cego e já voltado aos princípios de Jesus.
- a 4ª se refere ao escravo Nestório. Na obra "Cinquenta Anos Depois", o personagem renasce em Éfeso no ano 131 com o nome de Nestório. De origem judaica, é escravizado por romanos que o conduzem ao país de sua anterior existência. Nos seus 45 anos presumíveis, mostra em seu porte um orgulho silencioso e inconformado. Apartado do filho, que também fora escravizado, volta a encontrá-lo durante uma pregação nas catacumbas onde tinha a responsabilidade da palavra. Cristão desde a infância, é preso e, por manter-se fiel a Jesus, é condenado à morte. Com os demais, ante o martírio, canta, de olhos postos no Céu e, no mundo espiritual, é recebido pelo seu amor de outrora, Lívia.
- a 5ª se refere a Basílio, romano filho de escravos gregos que nasceu em Chipre como liberto no ano 233. Casou-se com a escrava Júnia Glaura e teve uma filha, porém ambas morreram precocemente. Posteriormente, adotou para si uma criança abandonada numa cesta, que mais tarde recebeu o nome de Lívia (há uma hipótese de que esta teria sido uma das reencarnações de Xavier, de acordo com informações de Arnaldo Rocha, amigo de longa data de Chico, que afirma que o médium lhe deu esta informação[11]), vivendo com ela até o fim de seus dias, onde fora torturado e morto. Mais detalhes são revelados no livro "Ave Cristo", pela psicografia de Francisco Cândido Xavier.
- a 6ª se refere a São Remígio, bispo de Reims. Nasceu no ano 437, em Laon. De família nobre e religiosa, considerado o maior orador sacro do reino dos francos pela sua especialidade em retórica. Considerado também o apóstolo dos pagãos, nas Gálias, era conhecido pela sua pureza de espírito bem como pelo seu profundo amor a Deus e ao próximo. Desencarnou em janeiro de 533, aos 96 anos.
- a 7ª se refere ao padre Manuel da Nóbrega, de acordo com Chico Xavier, em participação no programa "Pinga-Fogo" da extinta TV Tupi, em 1971.[12] O deputado Freitas Nobre teria declarado na noite de 27 de julho de 1971 em programa na mesma rede de televisão que, ao escrever um livro sobre o padre José de Anchieta, teve oportunidade de encontrar e fotografar uma assinatura de Manoel da Nóbrega, como "E. Manuel". De acordo com o seu entendimento, o "E" inicial se deveria à abreviatura de "Ermano", o que, ainda de acordo com o seu entendimento, autorizaria a que o nome fosse grafado Emanuel, um "M" apenas e pronunciado com acentuação oxítona.[13]
- a 8ª se refere ao Padre Damiano, nascido em 1613 na Espanha. Residiu em Ávila, Castela-a-Velha, onde oficiou na Igreja de São Vicente. Desencarnou em idade avançada no Presbitério de São Jaques do Passo Alto, no burgo de São Marcelo, em Paris. Alguns detalhes desta encarnação constam no livro Renúncia, pela psicografia de Francisco Cândido Xavier.
- a 9ª se refere a Jean Jacques Turville, nascido no século XVIII na França. Foi educador da nobreza e prelado católico romano no período anterior à Revolução Francesa, vivendo no norte da França. Fugiu à ferocidade revolucionária indo para a Espanha, onde viveu até a morte.
- a 10ª se refere ao Padre Amaro, um humilde sacerdote católico que viveu entre os séculos XIX e XX. Viveu no estado brasileiro do Pará. Posteriormente foi ao Rio de Janeiro, onde se dedicou à pregação do Evangelho de Jesus, tendo inclusive tido contato com Bezerra de Menezes. Há uma mensagem psicografada por Chico intitulada "Sacerdote católico que fui", na qual Emmanuel descreve com detalhes o processo de sua desencarnação nesta existência.

## A carta de Publius Lentulus Cornelius
Uma epístola de origem misteriosa foi amplamente publicizada na Itália no século XV. Alegadamente escrita por um oficial Romano chamado Publius Lentulus que seria contemporâneo de Jesus, a carta inclui uma descrição do que seria a aparência física de Jesus. A carta é considerada por acadêmicos apócrifa, e, seu autor, fictício.